# Moschee Langar-Ota

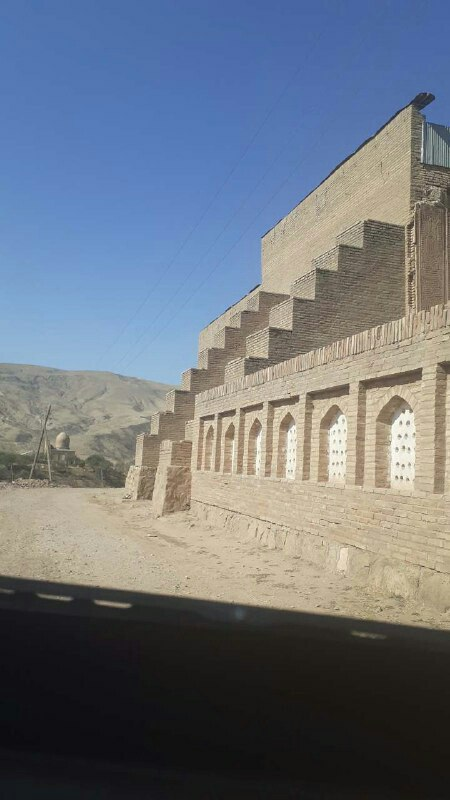
Moschee Langar Ota in Usbekistan

Moschee Langar-Ota (usbekisch: Langarota Masjidi) ist ein architektonisches Denkmal, das sich im Dorf Katta Langar (Viloyat Qashqadaryo, Usbekistan) befindet. Sie wurde im 15. bis 16. Jahrhundert erbaut. Die Moschee ist typisch für die Bergregionen Zentralasiens und verfügt über zwei Räume und ein Eingangsportal.
Derzeit ist sie in die Liste des materiellen Kulturerbes von Usbekistan von nationaler Bedeutung aufgenommen.

## Geschichte
Das Dorf Langar im Bezirk Chiroqchi der Viloyat Qashqadaryo, 45 km nördlich der Stadt Chiroqchi, befindet sich in einer Bergschlucht des Qashkadarya-Flusses in den Ausläufern des Serafschankette. 
Quellen zufolge wurde die Moschee, die in der Volksmund als „Hazrati Langar Ota“ bekannt ist, im 16. Jahrhundert von Sheikh Abu-l-Hasan erbaut. Nach anderen Angaben schuf er sie bereits im 15. Jahrhundert. Der Bau erfolgte mit Hilfe von Menschen, die alles beisteuerten, was sie ermöglichen konnten.
Beim Bau der Moschee wurden Säulen aus Archa verwendet (eine turkmenische Bezeichnung für verschiedene Arten von großen baumförmigen Wacholderarten) mit eigentümlichen Schnitzereien, die bis heute teilweise erhalten sind. Insgesamt haben sich 19 Säulen erhalten, die auf einer einzigen Iwan-Plattform installiert sind. Die Moschee besteht aus zwei Räumen, wobei der erste Raum viel früher als der zweite gebaut wurde. Die Moschee wurde im damaligen islamischen architektonischen Stil erbaut.
In den dekorativen Inschriften an der Moschee sind Rekonstruktions- und Baudaten erhalten geblieben, wie zum Beispiel 1519–1520, 1562–1563, 1748 und 1807–1808. An der Spitze einer der Säulen steht geschrieben, dass der Meister Muhammadier im Jahr 1905 die Restaurierung der Moschee durchgeführt hat. In der Sowjetzeit wurde versucht, die Moschee zu zerstören, aber die örtliche Bevölkerung sammelte Geld und kaufte sie vom Staat zurück. In den 1950er Jahren wurde ein Teil der Moschee, in dem sich die Madrasa befand, zerstört.
Die Moschee ist 11 Meter hoch und hat die Form eines Quadrats mit einer Länge und Breite von 32 Metern. Der Mihrāb ist mit traditionellen arabischen Thuluth-Schriften versehen und von verschiedenen Meistern mit verschiedenen Farben gestaltet. Er enthält auch eine Mosaikfliese mit weißen Inschriften auf blauem Hintergrund in arabischer und unbekannter Schrift.
In der Moschee wird angeblich eine Kopie eines der ersten Korane aufbewahrt. Die Moschee ist aktiv, und im Jahr 2023 ist Ismoil Sarmonov der Chatīb.